# Светий Рок (тунель)
Светий Рок (хорв. Tunel Sveti Rok) — автомобільний тунель в Хорватії на магістралі A1. Другий з довжини тунель Хорватії після тунелю Мала Капела, довжина 5 679 м. Прокладено під гірським масивом Південний Велебіт у напрямку з півночі на південь, сполучає два історичних регіони — Ліку і північну Далмацію. Тунель прокладено у ненаселеній місцевості, названо по найближчому селу Светий Рок, яке знаходиться за 6 км від північного порталу. Північний портал знаходиться у жупанії Ліка-Сень, південний — у жупанії Задар.
Светий Рок складається з двох тунелів, кожним з них рух здійснюють в одному напрямку двома смугами.
Будівництво тунелю відбулось у два етапи. В 2003 році було побудовано перший тунель, в цьому ж році було відкрито рух цією дільницею магістралі, рух у тунелі тимчасово здійснювали в обох напрямках по одній смузі. В 2009 році було закінчено будівництво другого тунелю, після чого трафік здійснюють чотирма смугами, у кожному з тунелів — дві смуги в одному напрямку.
A1 — платна автомагістраль, плату за проїзд тунелем стягують під час оплати проїзду магістраллю. Окремою плати за проїзд тунелем не існує.

## Характеристика

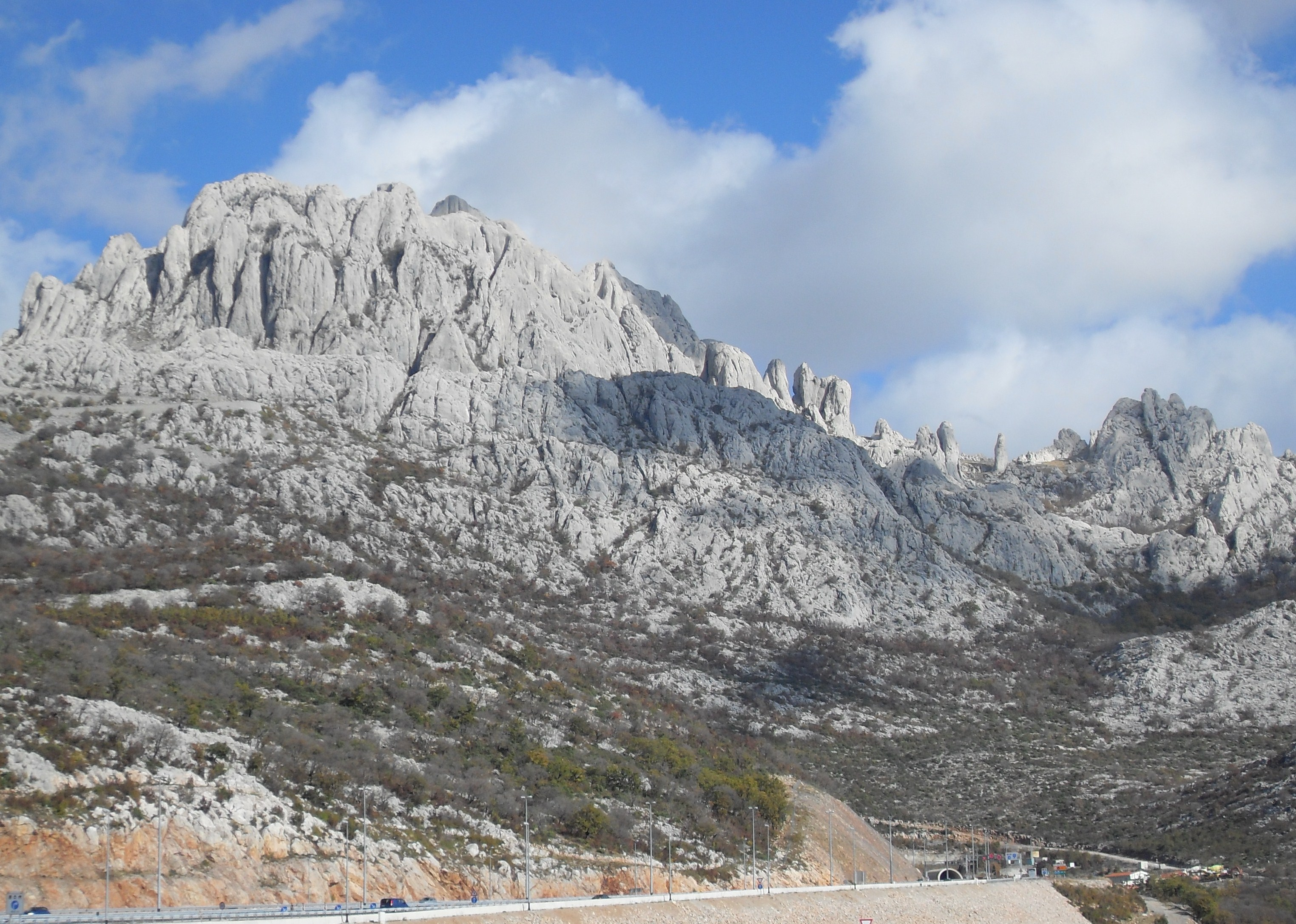
Тунель Светий Рок прокладено під Велебітом

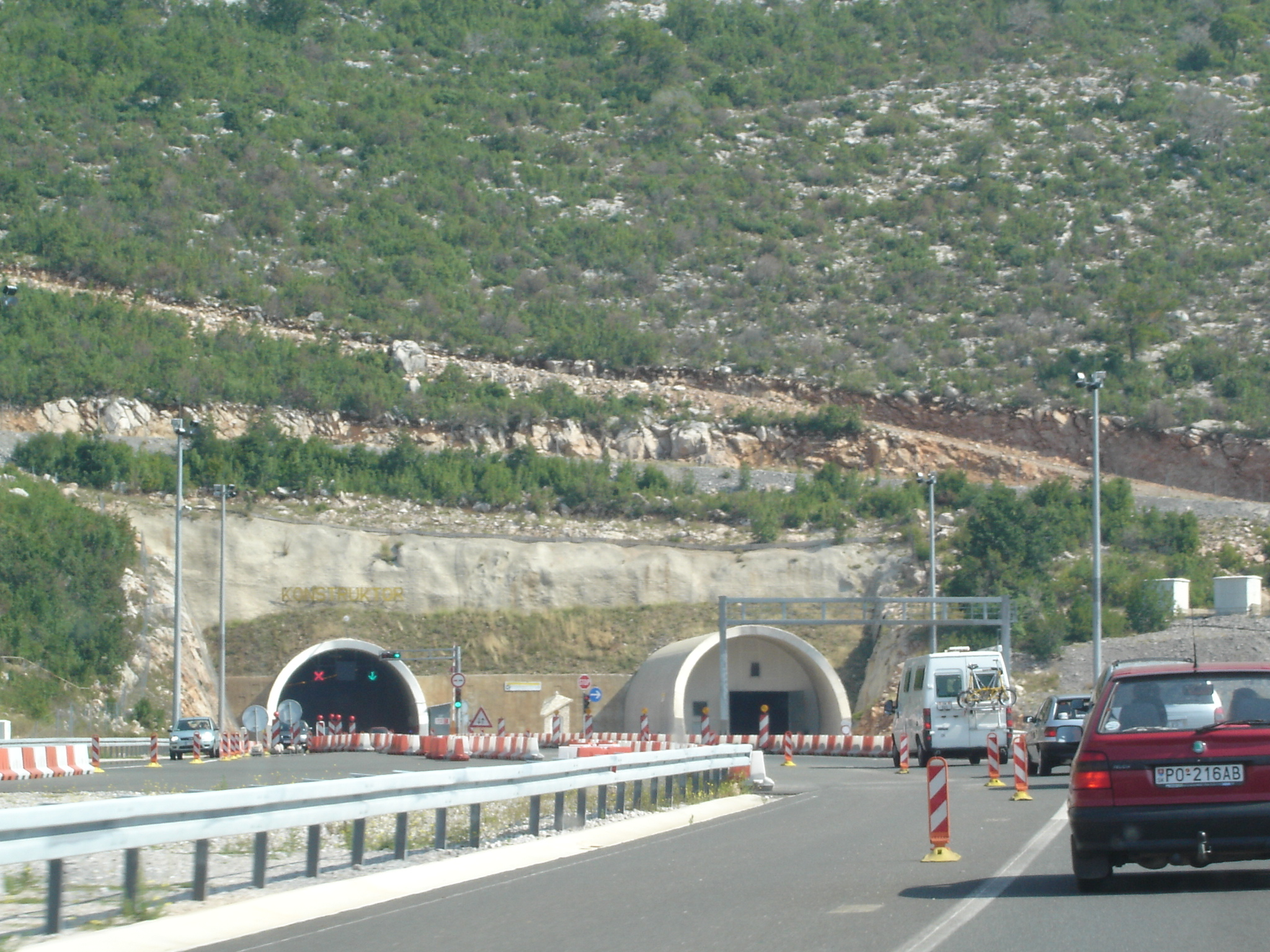
Південний портал

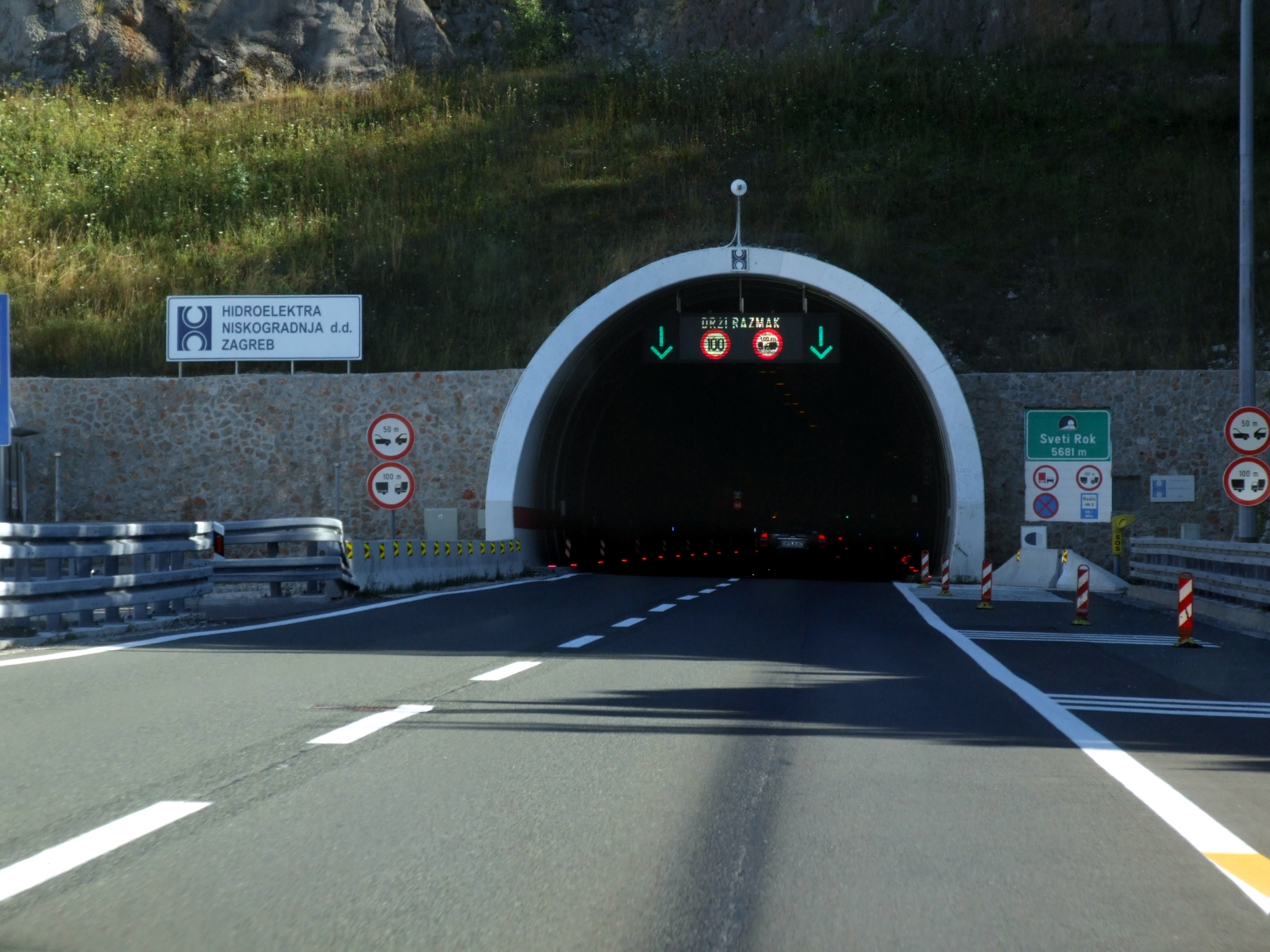
Північний портал

Північний портал тунелю розташовано на висоті 561 м над рівнем моря, південний — на висоті 510 м. Без тунелю подолання автодорогою Велебіта у цьому місці неможливо, тому безкоштовний дублер автобану (шосе D50 та D27) проходить набагато східніше, через Грачаць. За рахунок невеликих вигинів біля обох порталів довжини двох тунелів різні, західний має довжину 5 670 метрів, східний — 5 679 метрів. Тунелі вириті за 25 м один від одного, сполучені 4 проїздами та 15 пішохідними проходами.
Оскільки тунелі Мала Капела та Светий Рок будували в один час, і при їх прокладанні застосовували аналогічні технології, їх характеристики дуже схожі. Ширина автомобільного полотна в обох тунелях — 7,7 метрів, дозволена швидкість руху — 100 км/год. Тунель обладнано автономною системою видалення води.
При прокладанні тунелю застосовували бурові та вибухові роботи. Головну складність при прокладці представляли печери і карстові явища, які широко поширені в хорватських горах. Сумарна довжина карстових проходів, виявлених під час прокладання тунелю склала 1 137 м, одного разу прохідники натрапили на печеру розмірами 148х53 м.
Тунель обладнано електронними покажчиками швидкості, які дозволяють варіювати максимально дозволену швидкість в залежності від дорожніх умов. У тунелі встановлено обладнання, що дозволяє приймати дві FM-радіостанції і користуватися стільниковими телефонами.

## Трафік
Оскільки автомагістраль A1 є платною, трафік через тунель враховується за кількістю машин, що минули пункти оплати. Згідно зі статистикою, на дільниці траси, в яку входить тунель Мала Капела, денний трафік в середньому за рік становить 12 353 автомобілів, денний трафік в середньому за літо — 32 125 автівок. Настільки різке зростання руху влітку пояснюється тим, що магістраль A1 — один з основних шляхів, яким туристи прямують на курорти Адріатики.